# أنطونيو إنريكيز غوميز
أنطونيو إنريكيز غوميز (بالإسبانية: Antonio Enríquez Gómez)‏ هو كاتب و شاعر و مسرحي يهودي إسبانيمن أصل برتغالي، ولد في 1600 في قونكة في إسبانيا، وتوفي في 1661في اشبيلية عن عمر يناهز 63 سنة.